# Tieshan (sockenhuvudort i Kina, Jiangxi Sheng, lat 28,22, long 118,10)
Tieshan (kinesiska: 铁山) är en sockenhuvudort i Kina. Den ligger i provinsen Jiangxi, i den sydöstra delen av landet, omkring 220 kilometer öster om provinshuvudstaden Nanchang. Antalet invånare är 12 175. Befolkningen består av 5 702 kvinnor och 6 473 män. Barn under 15 år utgör 26,0 %, vuxna 15-64 år 65 %, och äldre över 65 år 8,0 %.
Runt Tieshan är det ganska tätbefolkat, med 179 invånare per kvadratkilometer. Närmaste större samhälle är Hengshan, 15,1 km nordost om Tieshan. I omgivningarna runt Tieshan växer i huvudsak blandskog.
Genomsnittlig årsnederbörd är 2 682 millimeter. Den regnigaste månaden är juni, med i genomsnitt 514 mm nederbörd, och den torraste är oktober, med 39 mm nederbörd.